# Ras al-Bassit
|  | «Posideu» redirigeix aquí. Vegeu-ne altres significats a «Posideu». |

Ras al-Bassit (àrab: رأس البسيط, Raʾs al-Basīṭ) és un petit cap situat 53 quilòmetres al nord de Latakia, a la costa mediterrània de Síria. El cap és una destinació turística popular i la línia de costa és inusual per les seues platges d'arena negra.

## Jaciment arqueològic
A la rosalia es troba un jaciment arqueològic. Les excavacions dirigides per l'arqueòleg francés Paul Courbin entre 1971 i 1984 descobriren un petit assentament de l'edat de bronze tardana, quan podria haver funcionat com un lloc de control d'Ugarit, al sud. L'any 2000 es reprengueren les excavacions del jaciment.
En l'època clàssica era l'emplaçament de la colònia grega de Posideu (en grec, Ποσιδήιον), situada entre els ports de Selèucia i Latakia. Segons Heròdot, es creia que havia estat fundada per Anfíloc després de la Guerra de Troia. L'historiador afegeix que era a la frontera entre cilicis i sirians, i que es trobava entre els territoris que retien tribut al rei persa Darios el Gran.
La ciutat continuà ocupada en època hel·lenística i romana i visqué un període d'auge i prosperitat entre els s. III i VI.
En relació amb aquest últim període de prosperitat destaca la troballa de les restes d'una basílica paleocristiana de tres naus dels s. V-VI.